# Chingia
Chingia, rod papratnjača iz porodice Thelypteridaceae, dio reda osladolike. Rasprostranjen je sa svojih 25 priznatih vrsta po Maleziji i Australiji
Rod je opisan 1971.

## Vrste
1. Chingia acutidens Holttum
2. Chingia atrospinosa (C. Chr. ex Kjellb. & C. Chr.) Holttum
3. Chingia australis Holttum
4. Chingia bewaniensis Holttum
5. Chingia christii (Copel.) Holttum
6. Chingia clavipilosa Holttum
7. Chingia ferox (Blume) Holttum
8. Chingia fijiensis Game, S. E. Fawc. & A. R. Sm.
9. Chingia horridipes (Alderw.) Holttum
10. Chingia imponens (Ces.) Holttum
11. Chingia lindleyi (W. N. Takeuchi) S. E. Fawc. & A. R. Sm.
12. Chingia longissima (Brack.) Holttum
13. Chingia lorzingii Holttum
14. Chingia malodora (Copel.) Holttum
15. Chingia marattioides (Alston) S. E. Fawc. & A. R. Sm.
16. Chingia muricata (Brause) Holttum
17. Chingia paucipaleata Holttum
18. Chingia perrigida (Alderw.) Holttum
19. Chingia pricei Holttum
20. Chingia sakayensis (Zeiller) Holttum
21. Chingia sambasensis Holttum
22. Chingia supraspinigera (Rosenst.) Holttum
23. Chingia tenerior Holttum
24. Chingia tortuosa S. E. Fawc., C. W. Chen & A. R. Sm.
25. Chingia urens Holttum